# República Autónoma Socialista Soviética de Moldavia
La República Autónoma Socialista Soviética de Moldavia (en ruso: Молдавская Автономная Советская Социалистическая Республика, en ucraniano: Молдавська Автономна Радянська Соціалістична Республіка, en moldavo: Република Аутономэ Советикэ Сочиалистэ Молдовеняскэ, romanizado: Republica Autonomă Sovietică Socialistă Moldovenească) fue una república autónoma de la Unión Soviética dentro de la República Socialista Soviética de Ucrania, que existió desde el 12 de octubre de 1924 al 2 de agosto de 1940. La RASS de Moldavia comprendía la región al este del río Dniéster del territorio de la actual Moldavia (conocida como Transnistria) y parte de la actual Ucrania. 
La localidad de Balta fue su capital hasta 1929, fecha en la que la capital se transfirió a Tiráspol. Menos de un tercio de la población de la RASS de Moldavia era rumana a mediados de la década de 1920. De acuerdo con el Protocolo adicional secreto del Pacto Ribbentrop-Mólotov, el tratado germano-soviético que establecía las áreas de influencia de Alemania y la Unión Soviética en Europa oriental, la URSS llevó a cabo la ocupación soviética de Besarabia y el norte de Bucovina. En 1940, tras la anexión de Besarabia a la URSS, la República Autónoma Socialista Soviética de Moldavia (con excepción de algunos distritos), junto con Besarabia (con excepción de varios condados), pasó a formar parte de la recién creada República Socialista Soviética de Moldavia, y los ocho distritos que estaban al este del Dniéster pasaron a formar parte de la región de Odessa de la RSS de Ucrania.
En un primer momento, las autoridades soviéticas continuaron denominando al nuevo territorio Besarabia, pero el 2 de agosto de 1940, se proclamó la República Socialista Soviética de Moldavia, elevándose su estatus de una república autónoma (RASS) a una república (RSS). La región del Trans-Dniéster fue transferida a la nueva República, mientras el resto de la antigua RASS de Moldavia pasó a la República Socialista Soviética de Ucrania.

## Historia

### Antecedentes
La orilla al este del río Dniéster pasó a formar parte del Imperio ruso y comenzó a ser desarrollada activamente por colonos durante el siglo XVIII. La vecina Besarabia se integró a Rusia en 1812, tras haber pertenecido previamente al Imperio otomano. En 1917, tras la Revolución de Octubre, se proclamó la República Democrática de Moldavia en el territorio de Besarabia, como parte de la RSFS de Rusia. El 23 de enero de 1918, la república declaró su independencia. En las semanas siguientes, la influencia rumana se fortaleció y, bajo la presión del ejército rumano, el 27 de marzo, la República Democrática de Molavia pasó a formar parte de Rumanía.

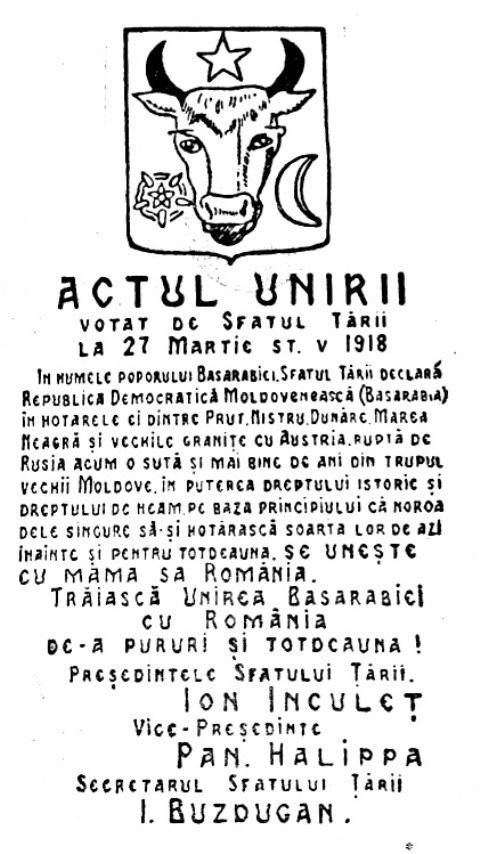
Declaración sobre la incorporación de Besarabia en Rumania en 1918.

Entre 1917 y 1918, el movimiento moldavista en la orilla izquierda del Dniéster también se volvió más activo. En algunos asentamientos de la zona, el número de moldavos era de aproximadamente el 50%, aunque su número total en la región no excedía el número de rusos y ucranianos locales. Después de la proclamación de la República Democrática de Moldavia en diciembre de 1917, se celebró un congreso de representantes de la orilla izquierda del Dniéster en Chisináu, donde se debatió la posible expansión del territorio de la RDM hacia el este, más allá del Dniéster. El mismo tema se debatió posteriormente en los congresos de Grigoriopol y Tiráspol. Los congresos, con la participación de representantes del Sfatul Țării, el órgano legislativo de Besarabia, declararon la unidad política y cultural de Moldavia y las regiones de Transnistria y decidieron unir la orilla izquierda del Dniéster con la RDM. Sin embargo, debido a la política prorrumana del Sfatul Țării y al conflicto armado entre los bolcheviques y las tropas rumanas, esta decisión no se llevó a cabo.
El conflicto armado en Besarabia provocó el reasentamiento de algunos moldavos de la RDM al otro lado del Dniéster. Esto contribuyó al aumento de la población moldava en el territorio de la actual Transnistria. Como resultado del conflicto, los bolcheviques perdieron el control de Besarabia, que pasó a formar parte de Rumanía.
El gobierno soviético nunca reconoció la anexión de Besarabia por parte de Rumania. En una nota fechada el 1 de noviembre de 1920, la RSFS de Rusia expresó una enérgica protesta contra la anexión y los Protocolos de París que la confirmaban, dado que fue concluida por otros gobiernos. En la Conferencia de Viena de 1924, el gobierno soviético propuso celebrar un plebiscito en Besarabia, pero Rumania rechazó la propuesta de la URSS. La parte rumana insistió en que Besarabia era originalmente territorio rumano poblado por rumanos, aunque nunca había formado parte de Rumania (sin contar Budzhak, que formó parte de Rumania entre 1859 y 1878). La parte soviética argumentó que Besarabia había sido ocupada ilegalmente por tropas rumanas. Durante las negociaciones, las partes lograron ponerse de acuerdo sobre la línea de demarcación entre los estados a lo largo del Dniéster, aunque la URSS todavía consideraba Besarabia un territorio ocupado, así como sobre la imposibilidad de resolver el conflicto por la fuerza.

### Creación
La petición de la creación para una república autónoma moldava fue hecha por Grigori Kotovski, junto con Elek Köblös, Pável Tkachenko, Solomón Timov e Ion Dik-Dichescu, entre otros, el 4 de febrero de 1924, y fue aceptada por las autoridades soviéticas el 7 de marzo de ese año, cuando se propuso formar el Óblast Autónomo de Moldavia a partir de parte del territorio de los distritos de Baltski y Odesa, pertenecientes al Óblast de Odesa y del distrito de Tulchin del Óblast de Pódolsk, ambos de la RSS de Ucrania. También hubo opositores a la creación de la autonomía moldava, en particular, el Comisario del Pueblo de Asuntos Exteriores Gueorgui Chicherin; en una carta enviada a Viacheslav Mólotov, escribió: «La creación de la RASS de Moldavia en este momento es prematura, ya que conducirá al expansionismo del chovinismo rumano. El predominio de la población moldava (en las regiones de la margen izquierda del Dniéster) fortalecerá la posición de Rumanía en la cuestión de Besarabia». 

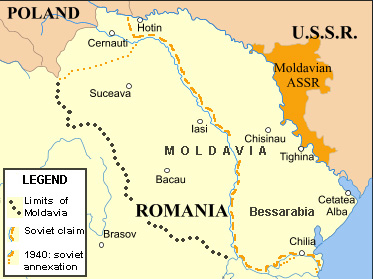
La RASS de Modavia y las reclamaciones soviéticas sobre Rumania.

A pesar de ello, en vísperas de las negociaciones soviético-rumanas en Viena sobre el estatus de Besarabia, se formó la República Autónoma Socialista Soviética de Moldavia por decreto del Comité Ejecutivo Central Panucraniano el 12 de octubre de 1924. Según el periódico "Odesskie Izvestia", "todos los moldavos besarabios oprimidos ven en la república autónoma un faro que difunde la luz de la libertad". El número de moldavos en los territorios que pasaron a formar parte de la república autónoma no superó un tercio de la población de la autonomía, y la influencia moldava en la región fue débil durante la existencia del estado moldavo. Al tener a la RASS de Moldavia entre sus miembros, la Unión Soviética podía imponer a los estados de Europa Occidental no sólo su propia versión de la solución a la cuestión de Besarabia, sino también su propia visión de las deficiencias del sistema de relaciones internacionales de Versalles-Washington.
Al año siguiente, en 1925, en el Primer Congreso Panmoldavo de los Sóviets, celebrado en Balta, se establecieron los límites de la autonomía y se adoptó una constitución, aprobada por el IX Congreso Panucraniano de los Sóviets el 10 de mayo del mismo año. De acuerdo con la constitución adoptada, se inició la formación de los órganos de gobierno de la república y los órganos de autogobierno local. 
A principios de la década de 1920, se llevó a cabo una reforma agraria en el territorio de la futura República Autónoma Socialista Soviética de Moldavia, gracias a la cual muchos campesinos recibieron tierras. Surgieron varias aldeas nuevas en los distritos de Dubossari, Kamenski y Rybnitsa. Al mismo tiempo, los kúlaks (terratenientes ricos en contra de la colectivización) a quienes se les confiscaron estas tierras y fueron reprimidos por las autoridades.
El liderazgo de la Unión Soviética planeó completar la colectivización en la RASS de Moldavia para la primavera de 1932. Con este fin, en 1929, comenzaron las repetidas deportaciones de kulaks a Siberia, el óblast de Arjánguelsk, las islas Solovetski y el archipiélago Novaya Zemlya. Durante el proceso de despojo, la propiedad privada, la tierra y parte de la cosecha fueron confiscadas a los kulaks. Todo esto se convirtió en una de las principales razones de la hambruna y la huida de los campesinos de la RASS de Moldavia a Rumania a principios de la década de 1930, así como su partida a otras regiones de la URSS.

### Surgimiento de la identidad moldava

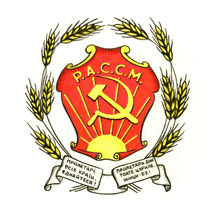
Emblema de la RASS de Moldavia, utilizado entre 1927 y 1938. Las inscripciones del escudo están escritas en moldavo, con base en el alfabeto cirílico.

La República Autónoma Socialista Soviética de Moldavia se creó como medio de presión política sobre Rumanía. Por ello, los líderes soviéticos intentaron enfatizar las diferencias entre los rumanos y los habitantes de la región al este del Dniéster. Con este fin, a principios de la década de 1920, se inició una campaña para la autoidentificación de los moldavos como un pueblo independiente en la autonomía. Se desarrolló un alfabeto moldavo basado en el sistema cirílico y se declaró el idioma moldavo como lengua independiente, en lugar de un dialecto del rumano. Durante la campaña, se impulsó el desarrollo de la cultura moldava y se abrieron nuevas instituciones educativas. Si en 1917 el 80% de la población de la margen izquierda del Dniéster era analfabeta, en 1937 solo quedaba un 3% de analfabetos en la república. En el momento de la formación de la RASS de Moldavia, solo existían 11 escuelas con instrucción en moldavo, y para 1939 su número había aumentado a 135. Surgió un nuevo movimiento nacional moldavo: el movimiento de la originalidad.
En 1932, la dirección de la RASS de Moldavia recibió una orden del Comité Central del Partido Comunista de la RSS de Ucrania para transferir el idioma moldavo del alfabeto cirílico al alfabeto latino. Los políticos moldavos originalistas, temiendo el fortalecimiento de la influencia rumana en la república, boicotearon la directiva. Como resultado, los funcionarios y figuras públicas que se opusieron e insistieron en la introducción del alfabeto latino fueron llamados "latinizadores". Los latinizadores consideraron un error la creación del idioma moldavo y la introducción de nuevas palabras en la vida cotidiana de los moldavos. Durante el enfrentamiento entre originalistas y latinizadores en 1932, se modificó el alfabeto moldavo, y en los años siguientes se implementó una política de transformación de la lengua y la cultura moldavas. Para 1938, el idioma moldavo se había convertido en idéntico al rumano.
Inmediatamente después de la traducción del moldavo al alfabeto latino, se produjeron cambios en la dirección de la RASS de Moldavia y los defensores de la cultura rumana llegaron al poder. A pesar de ello, el enfrentamiento entre los originalistas y los latinizadores continuó. La lucha constante entre estos movimientos atrajo la atención de las altas autoridades y de la NKVD de la URSS. En 1934, se abrió una causa penal contra los llamados "nacionalistas" latinizadores. Algunos funcionarios fueron arrestados, lo que dio ventaja a los originalistas. En 1938, el moldavo (junto con otros idiomas de las repúblicas soviéticas) se tradujo de nuevo al alfabeto cirílico, y comenzó la reimpresión de los libros de texto escolares y la adaptación de todas las publicaciones periódicas a las nuevas normas ortográficas.

### Fundación de la RSS de Moldavia

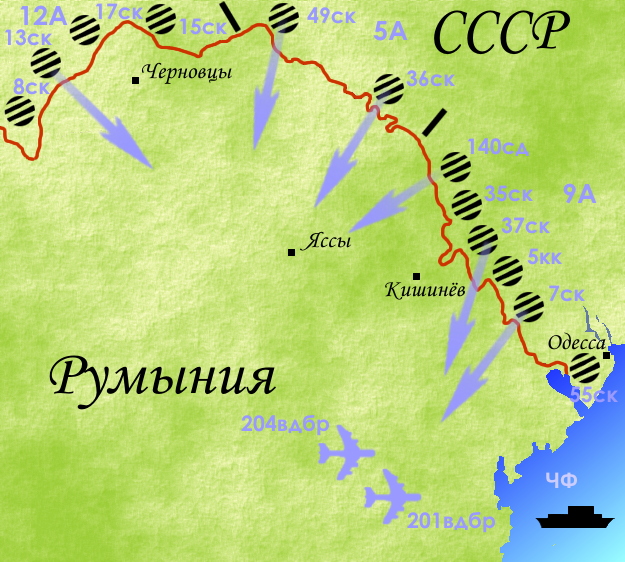
Esquema de la entrada de unidades del Ejército Rojo en Besarabia.

La cuestión de la frontera soviética en el sureste de Europa había permanecido abierta desde el surgimiento de la URSS. La disputa territorial rumano-soviética sobre Besarabia se intensificó tras la firma del Tratado de No Agresión Soviético-Alemán y la entrada de tropas soviéticas en Polonia en 1939. A partir de ese momento, comenzó un nuevo agravamiento de las relaciones soviético-rumanas. En la primavera de 1940, se produjeron una serie de incidentes en la frontera, durante los cuales ambas partes se dedicaron a maniobras políticas y se prepararon para un posible conflicto. El 26 de junio de 1940, tras la derrota de Francia, aliada de Rumanía, a manos de Alemania, la Unión Soviética presentó a Rumanía un ultimátum exigiendo la devolución de Besarabia, así como la transferencia de Bucovina del Norte a la URSS. Rumanía se vio obligada a aceptar el ultimátum y, el 28 de junio, el Ejército Rojo entró en Besarabia y las tropas rumanas comenzaron a retirarse más allá del río Prut. El 3 de julio, la nueva frontera soviética a lo largo del Prut se cerró finalmente.
Durante julio, se llevaron a cabo los preparativos para el establecimiento de la República Socialista Soviética Moldava, en la que la delimitación de sus fronteras desempeñó un papel fundamental. Al crear el futuro estado moldavo, el Consejo de Comisarios del Pueblo de la RASS de Moldavia exigió que se incluyera toda Besarabia, incluidos los distritos de Izmaíl y Akkerman. Sin embargo, en el sur y el norte de Besarabia predominaba la población no moldava, por lo que parte de la región pasó a formar parte de la República Socialista Soviética de Ucrania como los óblasts de Chernivtsí y Akkerman.
El 2 de agosto de ese mismo año, en la 7.ª sesión de la I Convocatoria del Sóviet Supremo de la Unión Soviética, se aprobó la Ley sobre la Formación de la República Socialista Soviética de Moldavia. Casi toda Besarabia y seis distritos de la RASS de Moldavia al este del Dniéster se incorporaron a la recién creada república, mientras que los ocho distritos restantes pasaron a formar parte del óblast de Odesa, en la RSS de Ucrania. En 1941, se aprobó la Constitución de la RSS de Moldavia.
Durante la Segunda Guerra Mundial, Moldavia y la orilla izquierda del Dniéster fueron ocupadas por tropas rumanas, y se declaró la Gobernación de Besarabia en el territorio de la RSS de Moldavia y el óblast de Akkerman. La Gobernación rumana de Transnistria (en rumano: Transnistria) se creó en el territorio oriental de la antigua RASS de Moldavia. En 1944, Moldavia fue recuperada por la Unión Soviética tras la Segunda Ofensiva de Jassy-Kishinev. Después de la Gran Guerra Patria, la RSS de Moldavia permaneció definitivamente como parte de la URSS.

## Política

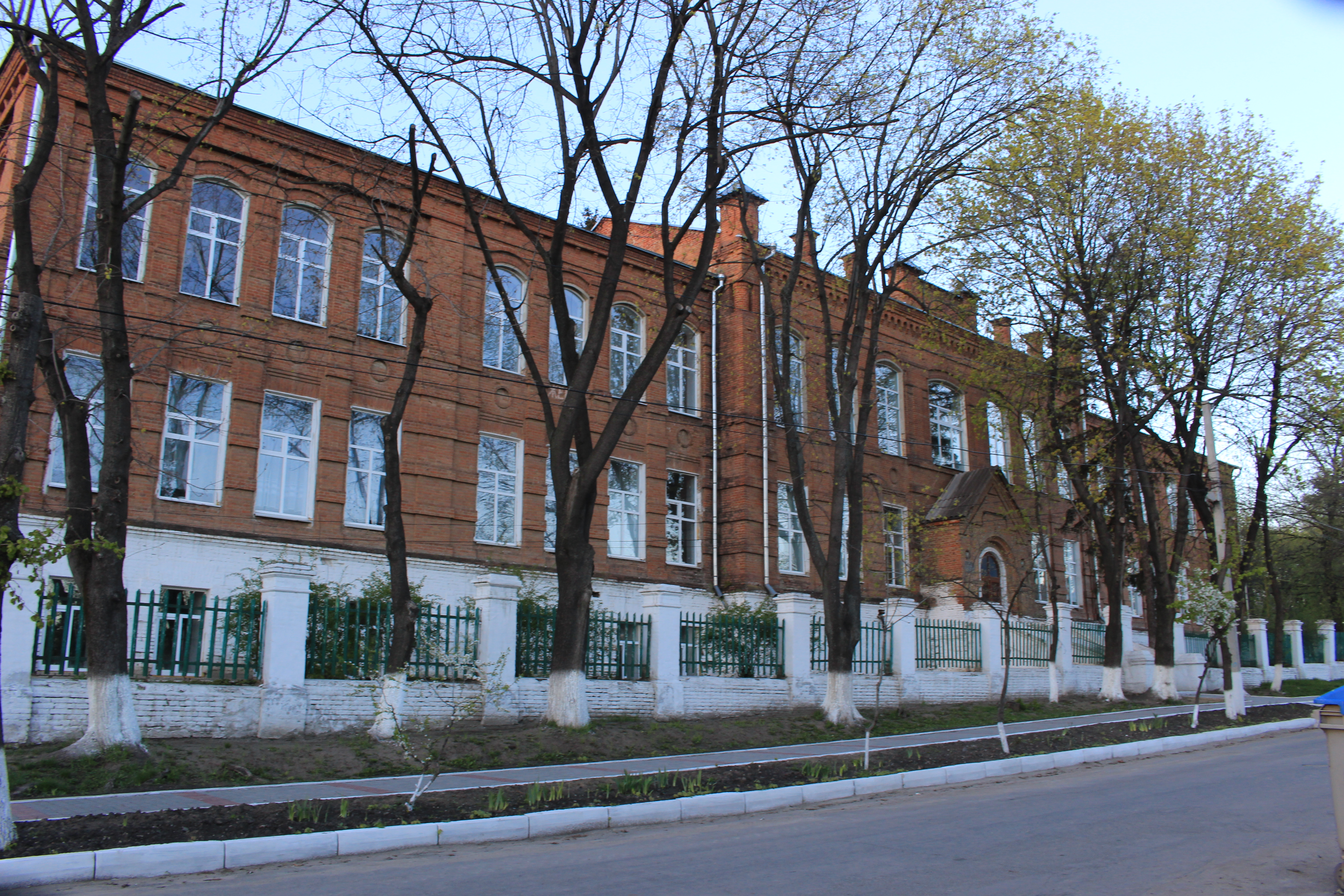
Edificio sede del Comité Ejecutivo Central de la RASS de Moldavia, en Balta.

El establecimiento de los organismos gubernamentales de la república no comenzó inmediatamente después de su creación, por lo que la existencia de la República Autónoma Socialista Soviética de Moldavia no quedó documentada durante algún tiempo. El 23 de abril de 1925 se adoptó la constitución local, desarrollada por el Comisariado del Pueblo de Justicia de la RSS de Ucrania. El 5 de enero de 1938 se adoptó una nueva constitución de la RASS de Moldavia. Según la constitución, la RASS de Moldavia tenía sus propios órganos de gobierno local, los cuales eran el Congreso de los Sóviets de la RASS de Moldavia (órgano legislativo) que tenía como organismo permanente al Comité Ejecutivo Central, y el Consejo de Comisarios del Pueblo como órgano ejecutivo, que administraba el presupuesto y autogobierno de la república autónoma dentro de la RSS de Ucrania. Además, existía el Comité Regional de Moldavia, el organismo local subordinado al Partido Comunista de la RSS de Ucrania, que era a su vez un organismo regional del Partido Comunista de la Unión Soviética.

## Economía
La economía de la RASS de Moldavia era principalmente agraria. No existían grandes ciudades en la república autónoma, por lo que existía una alta densidad de población rural. En la agricultura de la RASS de Moldavia, se desarrollaron significativamente diversos cultivos que requerían mucha mano de obra, como vid, tabaco, maíz, trigo y centeno desempeñaron un papel importante; la superficie dedicada al girasol aumentó. El rendimiento de grano en la RASS de Moldavia en el momento de la creación de la república era de 7,1 céntimos por hectárea. La agricultura de la región se desarrolló intensamente y, con la expansión de la maquinaria agrícola, en 1939, el rendimiento de grano alcanzó los 14 céntimos por hectárea.

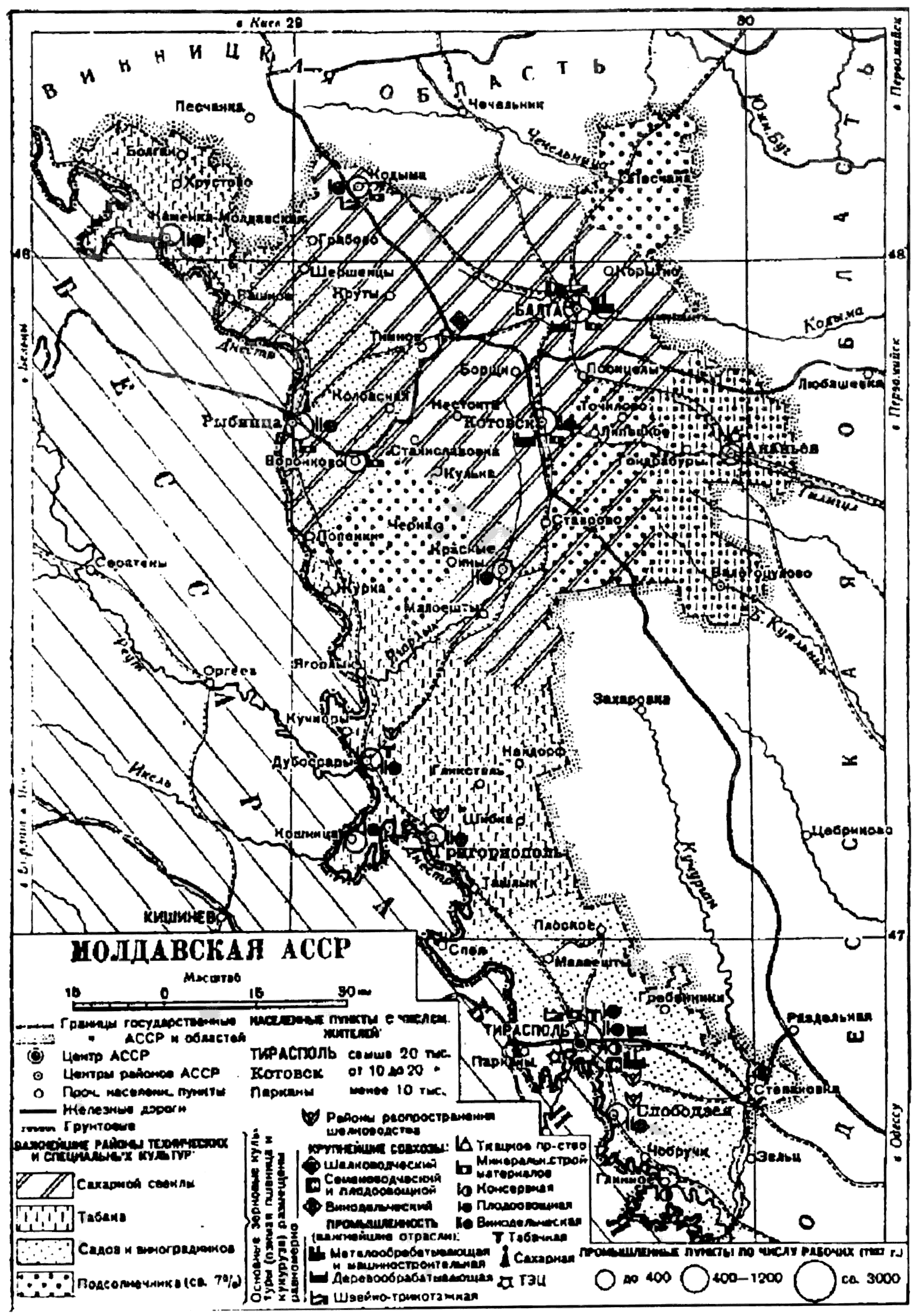
Mapa económico de la RASS de Moldavia, de la Gran Enciclopedia Soviética de 1938.

En este sentido, se prestó considerable atención al desarrollo de la agricultura y de su colectivización. Cuando se formó la república, había 116 granjas colectivas en su territorio, incluyendo 113 artels agrícolas, 2 comunas y 1 sociedad para el cultivo conjunto de la tierra. Para el otoño de 1928, había 4 comunas, 50 artels, 337 sociedades para el cultivo de la tierra, y 91 empresas de maquinaria y tractores en la república autónoma.  En 1925, la colectivización en la autonomía alcanzó su apogeo, y el número de granjas colectivas y cooperativas aumentó considerablemente. A su vez, las granjas privadas estaban en quiebra debido a la política de colectivización. Para 1927, el 55% de las granjas privadas no tenían animales de tiro o equipos para cultivar la tierra, el 44% de las granjas tenían una cantidad insignificante de tierra y el 70% de las granjas no tenían ganado productivo. El siguiente auge de la colectivización se produjo entre 1928 y 1929. Durante estos años, durante el período de adquisición de grano, se confiscaron los cereales a kulaks para evitar los sabotajes, tras lo cual se introdujeron impuestos adicionales sobre las tierras agrícolas privadas. En 1930-1931, la mayoría de los kulaks fueron expulsados de la república, y sus tierras y propiedades fueron confiscadas.
La difusión de la maquinaria agrícola permitió la aceleración del cultivo de la tierra en granjas colectivas, mientras que al mismo tiempo hubo una prohibición de la venta de maquinaria a particulares. En 1929, se fundó el primer MTS en la autonomía. En total, en 1939, había 1,742 tractores, 492 cosechadoras, 515 trilladoras, 782 sembradoras de tractor y otra maquinaria agrícola en Moldavia. Paralelamente a la agricultura, se produjo el desarrollo de empresas y la industrialización de la república. El principal problema al que se enfrentaron las autoridades de la autonomía durante el período de industrialización fue la escasez de personal profesional. La necesidad de personal condujo a la apertura de instituciones educativas especializadas en las ciudades y pueblos de la RASS de Moldavia, así como a la migración de residentes de otras regiones de la URSS a la autonomía. Debido a esto, el empleo de la población moldava en la industria era extremadamente bajo: en 1926, de 14,300 trabajadores en Moldavia, solo 600 eran moldavos. En los años posteriores, esta cifra se mantuvo prácticamente sin cambios.
En 1935, se inauguró la Central Térmica de Tiraspol. La RASS de Moldavia estaba atravesada por varias líneas ferroviarias que la conectaban con la RSS de Bielorrusia, la RSS de Ucrania y Besarabia: al sureste, Kiev-Odesa; al norte, Rybnitsa-Slobidka-Birzula- Dnipropetrovsk; y al sur, Tiráspol-Razdelnaya. Había 1600 km de carreteras. 

## Geografía

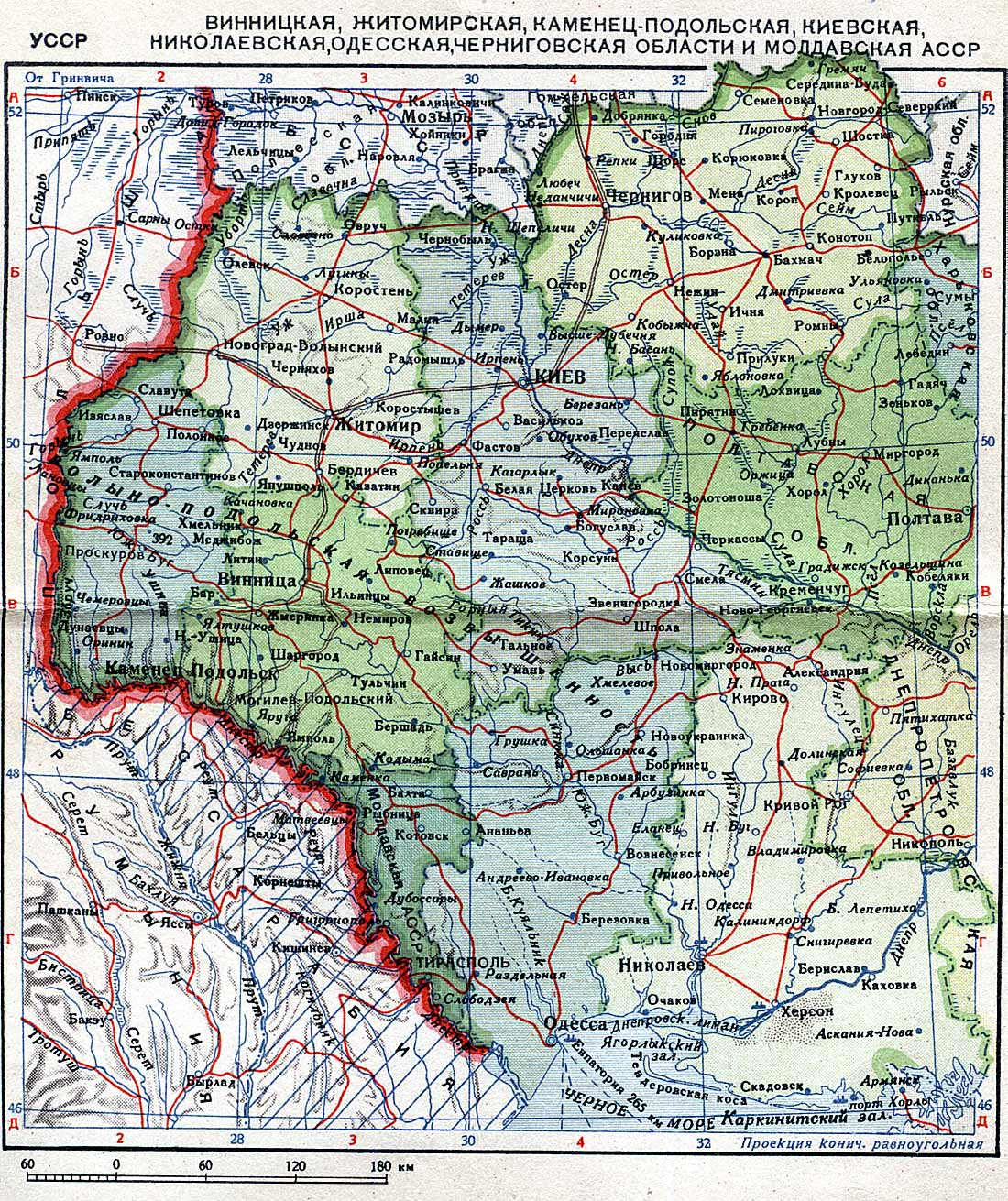
Mapa del suroeste de la Unión Soviética de 1939, que muestra la RASS de Moldavia y parte del oeste de la RSS de Ucrania.

Las fronteras de la autonomía moldava se establecieron en el I Congreso de Balta, celebrado en 1925. Según la decisión adoptada, la República Socialista Soviética Autónoma de Moldavia tenía fronteras internas con las regiones de Odesa y Vínnytsia (anteriormente con los distritos de Mogilev, Tulchin, Pervomaysk y Odesa). Al oeste, limitaba con Rumanía, y la frontera de facto discurría a lo largo del río Dniéster. Sin embargo, al crearse la autonomía, las autoridades soviéticas declararon que las fronteras occidentales de la República Autónoma Socialista Soviética  de Moldavia discurrían a lo largo de los ríos Prut y Danubio. De este modo, la autonomía reivindicaba la región de Besarabia, ocupada por Rumanía en 1918.

## Demografía
Cuando se formó la República Autónoma Socialista Soviética de Moldavia, su territorio albergaba a 400,000 personas; con la expansión territorial, la población aumentó hasta alcanzar las 572,300 personas a finales de la década de 1920. Según cálculos de demógrafos soviéticos, la población de la república crecía constantemente y, a principios de la década de 1930, contaba con unas 615.500 personas. Sin embargo, estas cifras son inexactas, ya que a mediados de la década de 1930, muchos residentes de la RASS de Moldavia murieron o emigraron al extranjero. Según el censo de 1939, la RASS de Moldavia contaba con 599,156 habitantes. La población urbana representaba el 13%, con una densidad de población de 69 personas por km². Solo alrededor de un tercio de la población de la república eran moldavos, y tras la creación de la autonomía, las cifras sobre el número de la población moldava se sobreestimaron (se creía que el 58% de la población era moldava). Con el aumento del territorio de la RASS de Moldavia, el número de moldavos en relación con otros pueblos disminuyó al 30%. Según el censo de población de toda la Unión de 1926, en la república vivían representantes de 45 pueblos. La mayor parte de la RASS de Moldavia eran ucranianos  (48,5%), seguidos por moldavos (30,1%); los rusos representaban aproximadamente el 8,5%. Según el censo de 1939, en la república vivían el 28,5% de los moldavos, el 50,7% de los ucranianos, el 10,2% de los rusos y el 6,2% de los judíos. Los moldavos estaban distribuidos de forma desigual en la autonomía. La mayoría vivía en la frontera con Rumanía, a lo largo del Dniéster. En las regiones de la república fronterizas con Ucrania, predominaban los ucranianos. En Tiráspol y Balta, capitales de la RASS de Moldavia, los moldavos representaban solo el 1,5%.

## Cultura

### Literatura
En la República AutónomaSocialista Soviética de Moldavia, la impresión de libros y la educación escolar se realizaban en idioma moldavo, que utilizaba el alfabeto cirílico (aunque en 1932, se aprobaron el alfabeto latino y las normas ortográficas del rumano). El enfrentamiento entre los originalistas (partidarios del uso del alfabeto cirílico) y los romanizadores (partidarios del uso del alfabeto latino), así como la lucha de clases, influyeron en el desarrollo de la cultura moldava durante la República Autónoma Socialista Soviética de Moldavia. Se prestó gran atención a la actividad literaria. El primer escritor soviético de origen moldavo fue D. Milev, quien escribió sobre la situación del campesinado moldavo en Rumania. Entre los escritores moldavos que crearon sus obras después de Milev, los más famosos son Markov, autor de "Valle Negro", "Che a fost, nu a mai fi" y "Lupta", la colección de relatos "Por el poder de los Soviets" y el poemario "Kuvântul viu", I. Kanna, autor de obras sobre la guerra civil y la colectivización, K. G. Babich, Kabak, Kishinevski, Batrinoy, Doiban, Shyobanu y otros.En 1927 se fundó la Unión de Escritores de la RASS de Moldavia "ReseriTul". La revista moldava más famosa de la época de la RASS de Moldavia, "Moldova Literare", comenzó a publicarse en 1926 bajo el nombre de "Pañina Literare". Publicó inicialmente las obras de muchos de los autores mencionados. En 1931, esta revista se transformó en la revista político-literaria y periodística "Octubre".

### Música
En la década de 1920, comenzaron a surgir conjuntos amateur y clubes de teatro en la república. En 1928, se creó la Capilla Musical de Moldavia en Balta, y en 1930, se formó la Capilla Doina. En 1937, apareció la Rama Moldavia de la Unión de Compositores de la RSS de Ucrania. Incluía a compositores moldavos como P. I. Bachinin, G. I. Gershfeld, D. G. Gershfeld, V. L. Poliákov y A. P. Kamenetsky. De los compositores que no se unieron a la Unión, se conocen los siguientes: N. N. Vilinski, L. S. Gurov, K. F. Dankevich, V. S. Kosenko y S. D. Orfeyev. Los compositores a menudo recurrieron al arte popular, haciendo arreglos de canciones populares y folclore moldavos, en particular, Doina. Los intérpretes de canciones más famosos son el intérprete de canciones populares moldavas E. P. Budak y el cantante de cámara G. S. Bruner.
En la República Socialista Soviética Autónoma de Moldavia, se produjo una activa construcción de ciudades. Los edificios más populares fueron viviendas multifamiliares, empresas industriales y edificios públicos. La influencia del constructivismo y el uso moderado de formas clásicas se observaron en la arquitectura de la RASS de Moldavia.

### Religión
La situación de los ministros de religión en la República Autónoma Socialista Soviética  de Moldavia era similar a sus condiciones de existencia en el resto del país. Para junio de 1925, el NKVD registró a 35 arciprestes, 213 sacerdotes y cinco clérigos que habían llegado de diferentes localidades, 44 diáconos, así como dos sacerdotes, 15 rabinos y cinco lectores de la Torá, y 11 predicadores sectarios. En 1929, comenzó una nueva etapa de persecución de los creyentes, acompañada del cierre masivo (especialmente desde 1935) de edificios religiosos y arrestos de ministros: para 1931, se cerraron 26 iglesias y casas de oración en la autonomía, 6 en 1932, 10 en 1933, 20 en 1934, 134 en 1935 y 70 en 1936. Entre 1920 y 1936 se cerraron 223 de los 293 templos de oración y el número de sacerdotes disminuyó entre 1925 y 1936 de 248 a 18.